# 박계현 (1964년)
박계현(朴桂賢, 1964년 4월 17일 ~ )은 대한민국의 검사 출신 법조인이다.

## 학력
- ~ 1983.02 예일여자고등학교
- 1983.03 ~ 1987.02 고려대학교 법학 학사

## 경력
- 1990 제32회 사법시험 합격
- 1993 제22기 사법연수원
- 1993 서울지방검찰청 동부지청 검사
- 1995 인천지방검찰청 검사
- 1998 서울지방검찰청 서부지청 검사
- 2004 법무법인 세종 변호사
- 2005.02 대전지방검찰청 검사
- 2006.02 대전지방검찰청 부부장검사
- 2007.02 서울중앙지방검찰청 부부장검사
- 2008.03 수원지방검찰청 성남지청 부장검사
- 2009.01 사법연수원 교수
- 2010.08 대검찰청 감찰본부 감찰2과 과장
- 2011.09 대검찰청 대변인
- 2012.12 서울남부지방검찰청 형사2부 부장검사
- 2013.04 서울고등검찰청 검사
- 2015.02 ~ 2016.01 제49대 춘천지방검찰청 원주지청 지청장
- 2016.01 ~ 2017.08 춘천지방검찰청 차장검사
- 2017.08 ~ 2018.07 서울고등검찰청 검사
- 2018.09 ~ 엔씨문화재단 부이사장